# Bid Bidak
Bid Bidak (em persa: بيدبيدك, também romanizada como Bīd Bīdak) é uma aldeia do distrito rural de Surmaq, no condado de Abadeh, na província de Fars, Irã.